# Septoria callae
Septoria callae är en svampart som först beskrevs av Wilhelm Gottfried Lasch, och fick sitt nu gällande namn av Pier Andrea Saccardo 1884. Septoria callae ingår i släktet Septoria och familjen Mycosphaerellaceae.   Inga underarter finns listade i Catalogue of Life.